# Glenea buquetii
Glenea buquetii é uma espécie de escaravelho da família Cerambycidae. Foi descrita por James Thomson em 1865.